# (35950) 1999 KL13
1999 KL13 (asteroide 35950) é um asteroide da cintura principal. Possui uma excentricidade de 0.09888010 e uma inclinação de 3.89638º.
Este asteroide foi descoberto no dia 18 de maio de 1999 por LINEAR em Socorro.